# Aber das kennt man doch alles!
Aber das kennt man doch alles! ist ein Dokumentarfilm des DEFA-Studios für Dokumentarfilme von Heide Gauert aus dem Jahr 1984, der im Auftrag des Fernsehens der DDR gedreht wurde.

## Handlung
In diesem Film geht es um den Boulevard Unter den Linden und hier ausschließlich um das Stück zwischen dem Lustgarten, der ja eigentlich nicht mehr zur Straße Unter den Linden gehört, und dem berühmten Reiterstandbild Friedrichs des Großen von Christian Daniel Rauch, das erst kürzlich wieder an seine alte Stelle zurückkehrte. Vieles ist über die hier stehenden Bauten bekannt, so dass sich die Frage stellt, was die Zuschauer noch interessieren könnte. 
Eine mögliche Antwort ist: Die Geschichte. Die Straße Unter den Linden wurde vor etwa 450 Jahren als einfacher Reitweg angelegt. Bäume wurden erst nach dem  Dreißigjährigen Krieg angepflanzt, zuerst waren es Nussbäume und später wurden diese durch Linden ersetzt. In dieser Zeit wurde der Reitweg „Plantage“ genannt. Weitere 100 Jahre später hatte die Straße, bis auf die noch fehlende Neue Wache von Karl Friedrich Schinkel, schon fast ihr heutiges Aussehen. 
Eine weitere Möglichkeit, was die Betrachter interessieren könnte, sind die Baustile. Doch hier gibt es nur zwei zu nennen: Barock und Klassizismus. Ein Beispiel für den Barock-Stil ist das Museum für Deutsche Geschichte, welches 1736 als Zeughaus in Dienst gestellt wurde. Während im unteren Stockwerk die Waffen und Ausrüstungen eingelagert wurden, waren im oberen Stockwerk die Soldaten untergebracht, die auf Strickleitern hinaufklettern mussten, da es hier bis zum Beginn des 19. Jahrhunderts noch keine Treppen gab. Ein völlig anderer Stil bildet die Grundlage für die ehemalige Königliche Bibliothek, im Volksmund auch Kommode genannt. Im Gegensatz zum Zeughaus hat der Bau Schwung und zeigt keinerlei Strenge. Eigentlich ist dieses Gebäude ein vorgegriffener „Nachbau“ der später errichteten Reichshofkanzlei der Wiener Hofburg. Der Architekt des Palais des Prinzen Heinrich, dem Bruder Friedrichs des Großen, Jan Bouman, wich in keiner Form vom Berliner Barock ab, das heißt: Gerade Linien, sparsames Dekor und Fassaden ohne Schnörkel. Durch die weit hervorgehobenen Flügel entstand ein Ehrenhof. Heute befindet sich hier die Humboldt-Universität zu Berlin. Ein bekannter Baumeister für den Klassizismus ist Karl Friedrich Schinkel, dessen Vorbilder in der Antike zu finden sind. Ein Beispiel hierfür ist die Neue Wache, die als Quartier für die königliche Wache diente. Danach kommt Bauen im Rückgriff, im Stil des Neoklassizismus, Neobarocks, der Neugotik und Neuromanik. In seiner Ganzheit nennt sich das Eklektizismus und für den Berliner Dom trifft dieser Stil zu. Anders sieht es an dem von Schinkel entworfenen Alten Museum aus, wo dramatisches passiert, wenn man die Figuren betrachtet. Dabei sind manche Details so hoch platziert, dass man diese von ebener Erde nicht entdecken kann. Die von  Andreas Schlüter entworfene Gestaltung der Außenwände des Zeughauses fand aber nicht die Zustimmung des kurbrandenburgischen-königliche Hofes. Besonders die Masken der sterbenden Krieger gefielen seinen Auftraggebern nicht, weshalb er Berlin wieder verlassen musste. 
Noch ein möglicher Grund das Interesse zu wecken ist, etwas mehr über die Bewohner der Häuser zu erfahren. In einigen Fällen sagt der heutige Name bereits etwas darüber aus. So beherbergte das Palais Unter den Linden ab 1732 die Kronprinzen aus dem Geschlecht der Hohenzollern. Bis auf das Portal mit der Auffahrt hatte das Palais zu dieser Zeit ein völlig anderes Aussehen. Friedrich Wilhelm III., der keine Veränderungen mochte, blieb sogar nach seiner Krönung darin wohnen. Gleich nebenan befand sich das Prinzessinnenpalais, das diesen Namen mit dem Einzug der Prinzessinnen Charlotte, Alexandrine und Luise trug. Das Haus am Kastanienwäldchen wurde von 1804 bis 1807 vom Minister Heinrich Friedrich Karl vom und zum Stein als Dienstwohnung genutzt. Im Februar 1947 wurde es zum Haus der Kultur der Sowjetunion und nach einer, durch Kriegsschäden verursachten Reparatur, für die Öffentlichkeit eröffnet. Links davon befindet sich das Maxim-Gorki-Theater, welches ursprünglich für die 1827 eröffnete Sing-Akademie zu Berlin, deren Leiter Carl Friedrich Christian Fasch war, erbaut wurde. Aber auch politische Geschichte fand hier statt, denn während der Revolution 1848/1849 tagte hier die provisorische preußische Nationalversammlung. 
Aber auch auf die, von den Baumeistern für diesen Teil der Straße, entworfenen Bauensemble sollte man hinweisen. So sind die drei Gebäude, die am Lustgarten, der schon immer diesen Namen trägt, liegen, zu verschiedenen Zeiten erbaut worden, jedoch bilden sie eine Einheit. Nach einer Zwischennutzung als Exerzierplatz unter dem König Friedrich Wilhelm I. verwahrloste dieser Platz immer mehr und wurde dann durch Karl Friedrich Schinkel auf der Nordseite mit einem Museum bebaut, welches 1830 als Altes Museum eröffnet wurde. Der Rest des Platzes wurde mit Bäumen, Grünflächen, einem Springbrunnen und der berühmten Granitschale neu gestaltet. Ein anderes Ensemble wurde von König Friedrich II. als Forum Fridericianum geplant und von Georg Wenzeslaus von Knobelsdorff ausgeführt, ein Gebäude davon ist die Oper. Als der König 1742 befahl die Oper zu eröffnen, war sie im Grund erst zur Hälfte fertig, denn Zuschauerraum und Bühne mussten im Laufe der Jahrhunderte öfter geändert werden. Übrigens durfte während der Regentschaft Friedrich II. keine deutsche Sängerin auf der Bühne auftreten. Das im Forum Fridericianum geplante Schloss wurde nicht errichtet und dafür das Palais für den Prinzen Heinrich gebaut, der dieses aber nur selten nutzte, bis die Universität im Jahr 1810 einzog. Ebenfalls gestrichen wurde der Bau für die Akademie der Wissenschaften, die königliche Bibliothek wurde erbaut und der katholische Bischof von Berlin bekam eine Kirche. 
Nach der fast völligen Zerstörung im Zweiten Weltkrieg wurde in der DDR dieser Abschnitt der Straße Unter den Linden in alter Schönheit wieder aufgebaut.

## Produktion und Veröffentlichung
Aber das kennt man doch alles! mit dem Untertitel Geschichten zu Berliner Baudenkmalen wurde im Jahr 1984 von der Produktionsgruppe forum im 35-mm-Format auf ORWO-Color gedreht und hatte seine Erstausstrahlung am 20. April 1984 im 1. Programm des Fernsehens der DDR. 
Für die Dramaturgie war Christina Bergmann zuständig.